# 1280 dans les croisades
- Mamelouks :        Al-Mansûr Sayf ad-Dîn Qala'ûn al-Alfi

Cette page regroupe les évènements concernant les Croisades qui sont survenus en 1280 :
- les Mongols sont battus en Syrie par les Mamelouks[1].
- Mort de Jean Ier de La Roche, duc d'Athènes. Son frère Guillaume Ier de La Roche, lui succède[1].